# 营口神社
营口神社（日语：／ Eikō Jinja）是曾位于中华民国、满洲国营口满铁附属地的日本神社。祭神为明治天皇和昭宪皇太后夫妇。

## 背景
营口是日本人最早在中国东北居住的地区，1872年在营口已有日本居民。:561876年3月10日，日本在营口设立了驻牛庄领事馆，但一直由驻牛庄的其他国家领事兼任或由驻天津的日本领事兼辖。日本驻牛庄领事的正式任命始于甲午战争之后的1897年4月17日。1890年代时定居营口的日本人仍很少，主要是卖春妇。缺乏专任领事是在营口定居的日本人稀少的原因。1903年（日俄战争前夕），营口有日本居民152人。日俄战争之后，日本在营口的贸易规模迅速增长。:10:142,143
营口的铁路始于东清铁路时代。1898年，俄国人修建了从大石桥站到营口站的支线铁路，以通过营口港向铁路沿线各城市运输物资。该铁路并不属中俄协议的东清铁路的规划之内，故而在修建前有约定，该支线铁路仅使用8年，此后拆除。然而到1906年，年期届满时，日军已根据日俄之间的《朴次茅斯和约》获得了东清铁路南段的权益，并拒绝拆除该营口支线。1909年，清政府被迫承认日本在营口的铁道和附属地权益，此后营口线作为南满铁路的支线运营。
日俄战争结束后日军在营口施行了军政统治。日军在营口原有的城区以东购置土地，建设新市区。此间日本居民达到6,000人。1906年军政结束，1908年，营口的日本居留民团成立。1923年，日本人所居住的市区被划入满铁附属地。:465

## 历史

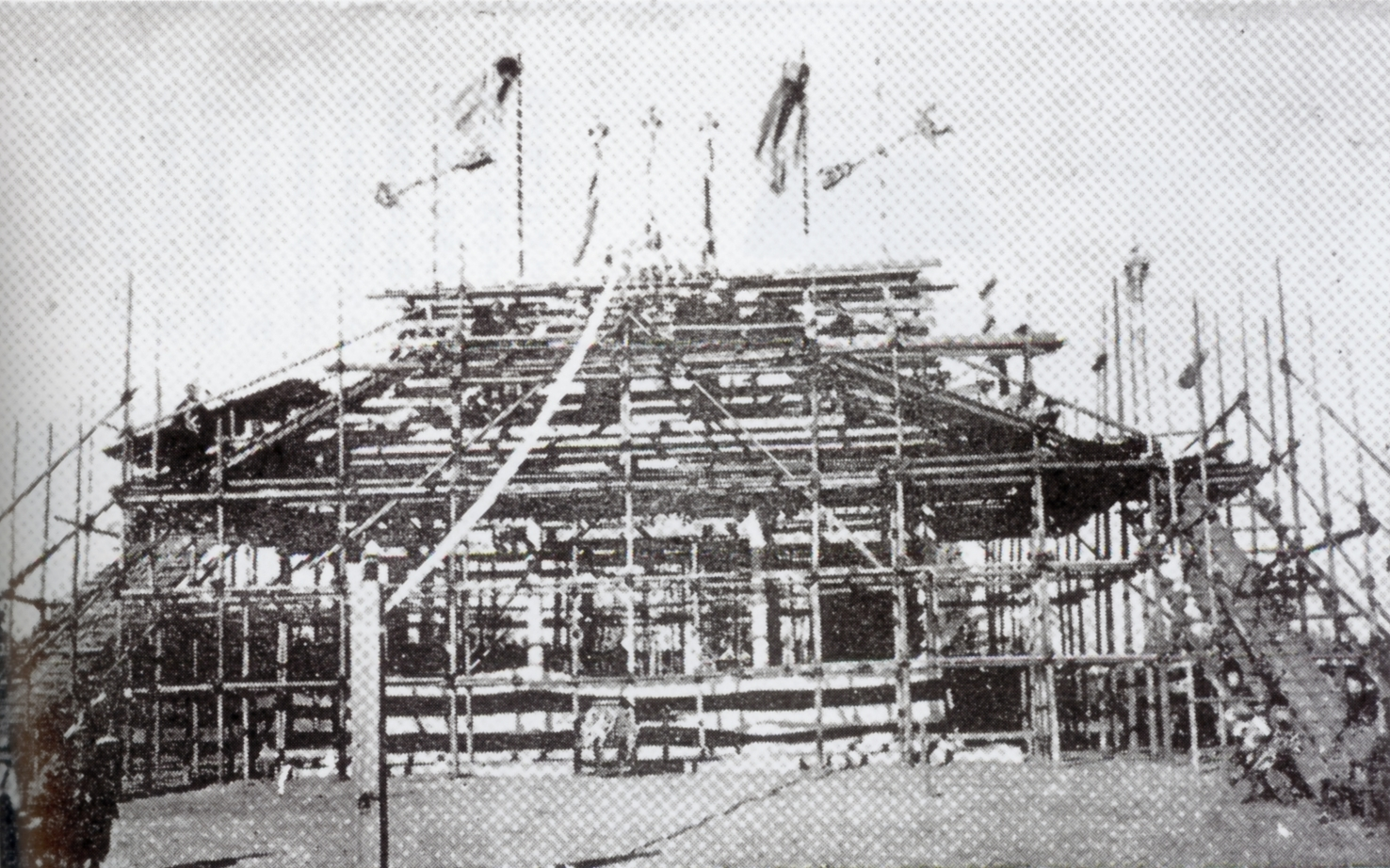
上栋式时的营口神社拜殿

1915年（大正4年）11月，大正天皇即位典礼举行。以此为契机，1916年9月，营口的日本人举行市民会，决议修建营口神社。由于第一次世界大战的影响，募款不顺利。1919年8月，为筹集资金，营口神社氏子总代会召开，此后追加了工程的预算。神社于1920年6月2日开工，8月30日举行上栋式，11月4日举行了迁宫、镇座祭。:158
1945年日本战败投降后，神社被民众拆毁。原址现建有革命烈士纪念碑。神社遗存有2件石灯笼构件，收藏于营口市博物馆。

## 概况
营口神社位于营口满铁附属地旭町300号的旭公园（今人民公园）内。设计者为高木庄八，耗资5.7万日元。该神社有完整的社殿（本殿、币殿、拜殿）和鸟居、手水舍、社务所、玉垣等设施。神社境内面积为2,997坪。神职福岛正雄将自己的社宅（红砖砌）兼用作社务所。1930年时神社运营费用4,000日元，有氏子740户。
根据1929年颁布的满铁内部规定，营口神社每年从满铁获得4次神馔币帛料（补助金），春秋例祭时为15日元，新年祭、新尝祭时为8日元:214
。满铁每年拨给营口神社运营经费，数量约在数千日元:111。